# Hans Schmidberger
Hans Hermann Schmidberger (* 19. Januar 1925 in Brombach bei Lörrach; † 5. Dezember 2024) war ein deutscher Architekt und Hochschullehrer.

## Leben
Schmidberger wuchs in Brombach bei Lörrach in Südbaden auf. Nach dem Notabitur meldete er sich im Zweiten Weltkrieg zur Kriegsmarine, wo er zuletzt im Rang eines Leutnants auf einem Minenräumboot eingesetzt war. Nach Kriegsende und Internierungszeit kehrte er 1946 zunächst an seinen Geburtsort zurück und begann noch im selben Jahr ein Architekturstudium an der Technischen Hochschule Karlsruhe.
Nach zwei Jahren, noch vor dem Vordiplom, musste er das Studium zum Geldverdienen unterbrechen. Er kam in Kontakt mit dem renommierten Architekten Egon Eiermann, der dem jungen Mann trotz unfertiger Ausbildung und mangelnder Praxis die Bauleitung für ein neues Werk des Schweizer Chemiekonzerns CIBA im südbadischen Wehr anvertraute. Im weiteren Verlauf übernahm CIBA Schmidberger als Angestellten und übertrug ihm die Fertigstellung des Bauwerks.

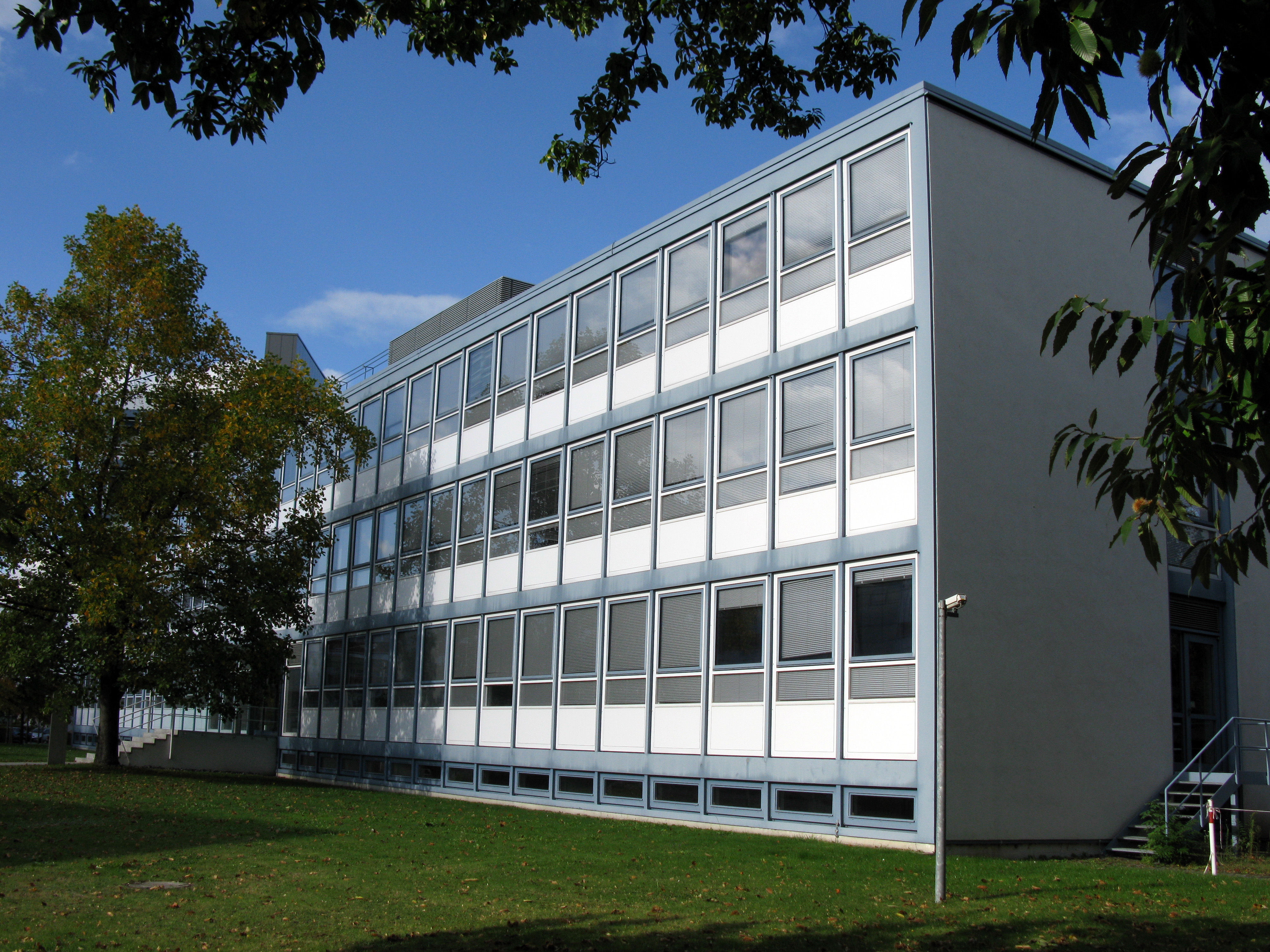
Burda-Verwaltungsgebäude der 50er Jahre (unter Denkmalschutz)

Anschließend setzte Schmidberger sein Studium fort, wurde aber noch vor dem Abschluss von Eiermann mit der Bauleitung der neuen Verwaltung des Burda-Verlages in Offenburg in den Jahren 1954/55 beauftragt. 1955 legte er die Diplomprüfung ab und nahm für kurze Zeit eine Stelle in einem Architekturbüro seines Heimatortes an, wo er zwischenzeitlich auch geheiratet hatte.
Mit der Arbeit in der Provinz nicht zufrieden, ging er, vermittelt durch die Bekanntschaft mit dem auch für Eiermann tätigen Designer Hans Theo („Teddy“) Baumann, Ende 1957 nach Stuttgart zur Hochbauverwaltung des Landes Baden-Württemberg. Hier wurde ihm 1958 die Bauleitung für das Landtagsgebäude des erst sechs Jahre zuvor gegründeten Bundeslandes übertragen, das er bis 1961 vollendete. Von 1961 bis 1967 hatte er die Bauleitung für die Erweiterung des zoologisch-botanischen Gartens Wilhelma in Stuttgart inne (Aquarium, Raubtierhaus, Elefantenhaus, Flusspferdehaus, Betriebshof).
1966 wechselte Schmidberger in eine Lehrtätigkeit im Fachgebiet Architektur der Staatlichen Ingenieurschule Biberach an der Riß (spätere Fachhochschule, heute Hochschule Biberach), wo er 1971 zum Professor ernannt wurde und bis zu seinem Ruhestand 1987 unterrichtete. In Nebentätigkeit entwarf er außerdem die ersten Verwaltungs- und Lehrgebäude der Fachhochschule und war bis 1995 Sachverständiger der IHK Stuttgart für Architektenhonorare.

## Werke
Bauleitung:

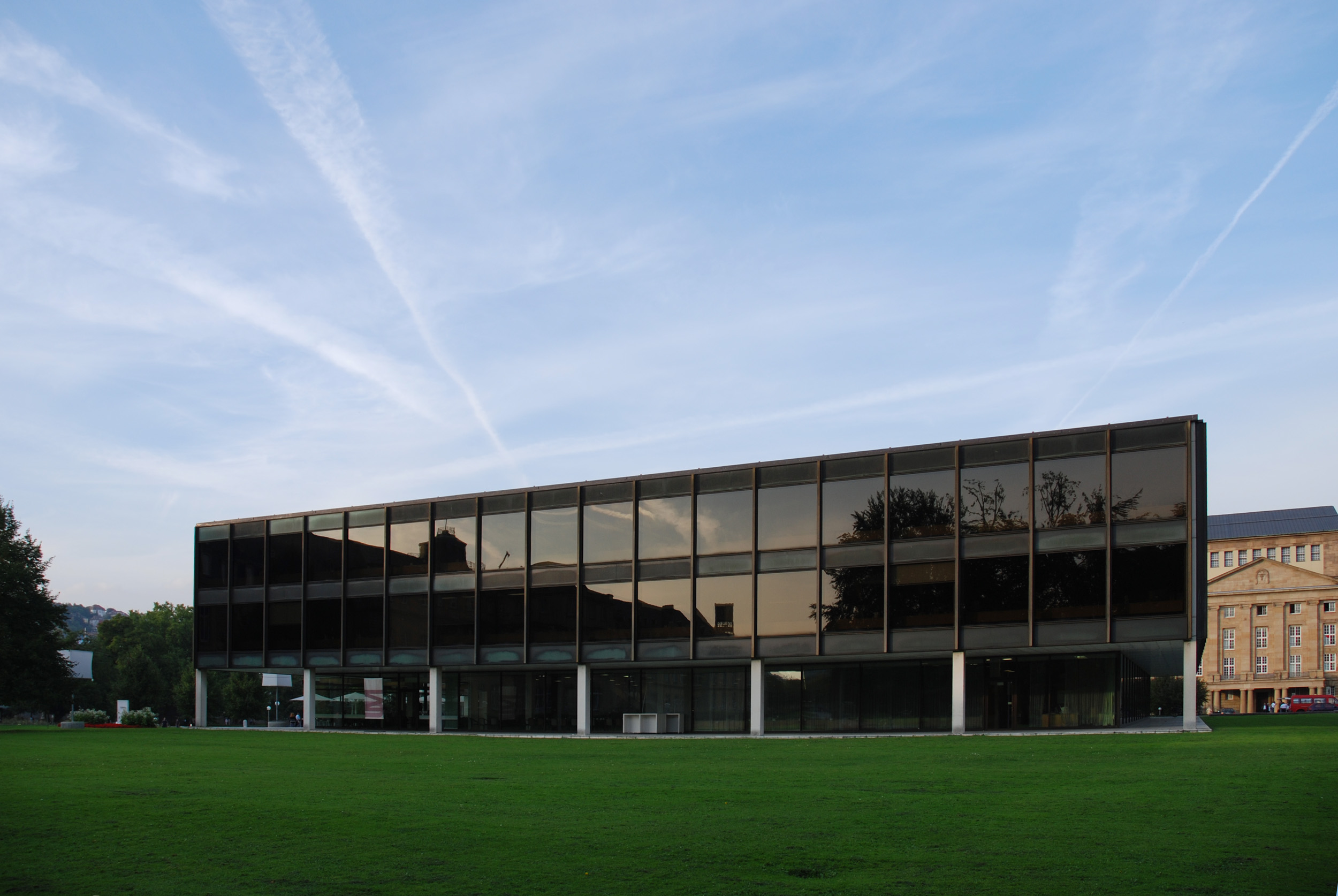
Haus des Landtags (unter Denkmalschutz)

- 1948–1952: Fabrikations- und Verwaltungsgebäude der CIBA (heute genutzt von einem Zweigwerk der Novartis) in Wehr (Baden) nach Entwurf von Egon Eiermann
- 1954/55: Verwaltungsgebäude des Burda-Verlags, Offenburg, nach Entwurf von Egon Eiermann
- 1958–1961: Haus des Landtags, Stuttgart, nach Entwurf von Horst Linde u. a.
- 1961–1967: mehrere Gebäude im Rahmen der Erweiterung der Wilhelma, Stuttgart

Entwurf:
- Erste Verwaltungs- und Lehrgebäude der FH Biberach, Karlstraße